# Impuesto de capitación
El impuesto de capitación o impuesto principal, a veces confundido con el impuesto per cápita, es un impuesto por el cual toda persona sujeta a él debe pagar exactamente la misma cantidad de dinero, independientemente de su renta u otras circunstancias.

## Fundamento teórico
Este impuesto se utiliza conceptualmente como posibilidad teórica para las haciendas locales. Sin embargo, no se aplica en ningún país al partir de un principio opuesto a los de proporcionalidad y progresividad. Tiene como teórica ventaja el que no afectaría para nada a las decisiones económicas de los agentes sujetos a él (neutralidad) y, si se divide el coste de los servicios públicos que desean los ciudadanos de esa entidad local entre la población, obtenemos de forma sencilla el impuesto de capitación necesario para sufragar ese gasto.

## Historia
Tales impuestos fueron importantes fuentes de ingreso para muchos países en el siglo XIX, sin embargo, ya no se utilizan. Hay varios casos famosos de este tipo de impuestos en la historia, en particular un impuesto requerido antes para votar en algunas partes de los Estados Unidos, que tenía como consecuencia la restricción al derecho de sufragio de las personas menos adineradas, igual que en todos los países europeos donde se implantó la democracia censitaria o democracia burguesa, que limitaba el derecho a voto a los máximos impostores —lo cual perjudicaba a la baja aristocracia y, sobre todo, al clero y a los trabajadores, tal como se pretendía— así como dos impuestos gravados por Juan de Gante y Margaret Thatcher —el Community Charge, más conocido como poll tax— durante los siglos XIV y XX, respectivamente.

### Capitación en la Antigua Roma
La capitación era un impuesto romano que englobaba varios tipos de tasas y variaba de una región a otra. Era de tipo personal e individual en las ciudades. En el ámbito rural era una base tributaria que servía para efectuar el cálculo del impuesto territorial.